# Belgische Badmintonmeisterschaft 2007
Die Belgische Badmintonmeisterschaft 2007 fand im Februar 2007 statt.

## Finalergebnisse
| Disziplin    | Sieger                            | Finalist                            | Ergebnis            |
| ------------ | --------------------------------- | ----------------------------------- | ------------------- |
| Herreneinzel | David Jaco                        | Yuhan Tan                           | 17-21, 21-16, 21-14 |
| Dameneinzel  | Nathalie Descamps                 | Lianne Tan                          | 21-10, 22-20        |
| Herrendoppel | Wouter Claes Frédéric Mawet       | Elie Balligand Frederique Gaspard   | 14-21, 21-11, 23-21 |
| Damendoppel  | Nathalie Descamps Sabine Devooght | Janne Elst Jelske Snoeck            | 21-14, 21-14        |
| Mixed        | Wouter Claes Nathalie Descamps    | Frédéric Mawet Agnieszka Czerwińska | 25-23, 21-11        |